# Cybaeus kawabensis
Cybaeus kawabensis är en spindelart som beskrevs av Teruo Irie och Ono 2002. Cybaeus kawabensis ingår i släktet Cybaeus och familjen vattenspindlar. Inga underarter finns listade i Catalogue of Life.